# Tsutomu Takahata
Tsutomu Takahata (japanisch 高畠 勉 Takahata Tsutomu; * 16. Juni 1968 in der Präfektur Osaka) ist ein japanischer Fußballspieler.

## Karriere
Takahata erlernte das Fußballspielen in der Universitätsmannschaft der Osaka University of Health and Sport Sciences. Seinen ersten Vertrag unterschrieb er 1991 bei Fujitsu (heute: Kawasaki Frontale). Er spielte dort von 1991 bis 1995 und war später von 1996 Co-Trainer dieser Mannschaft. Im April 2008 wurde Takahata Cheftrainer von Kawasaki Frontale. 2008 wurde er mit dem Verein Vizemeister der J1 League. 2010 wurde Takahata Cheftrainer von Kawasaki Frontale. Von 2014 bis 2015 war er der Cheftrainer des J3-League-Vereins J.League U-22 Selection.